# Walding
Walding là một đô thị thuộc huyện Urfahr-Umgebung thuộc bang Oberösterreich, Áo. Đô thị Walding có diện tích 15 km², dân số thời điểm năm 2006 là 3901 người.